# Rondolândia
Rondolândia är en kommun i Brasilien.   Den ligger i delstaten Mato Grosso, i den centrala delen av landet, 1 500 km väster om huvudstaden Brasília. Antalet invånare är 3 538.
I omgivningarna runt Rondolândia växer i huvudsak städsegrön lövskog. Trakten runt Rondolândia är nära nog obefolkad, med mindre än två invånare per kvadratkilometer.